# Wahlrechtsausschluss
Unter Wahlrechtsausschluss versteht man den Ausschluss bestimmter Personen vom aktiven und passiven Wahlrecht, obwohl diese an sich (vom Alter, der Staatsangehörigkeit oder dem Wohnsitz her gesehen) wahlberechtigt wären.

## Wahlrechtsausschlüsse in Deutschland
Vom deutschen Wahlrecht ist ausgeschlossen, wer infolge Richterspruchs das Wahlrecht nicht besitzt.
Bis 2019 enthielten die Wahlgesetze des Bundes die meisten Landtags- und Kommunalwahlgesetze diese beiden weiteren Ausschlussgründe:
- Ausgeschlossen war derjenige, für den zur Besorgung aller seiner Angelegenheiten ein Betreuer nicht nur durch einstweilige Anordnung bestellt war; dies galt auch, wenn der Aufgabenkreis des Betreuers die in § 1896 Abs. 4 a. F. und § 1905 a. F. BGB bezeichneten Angelegenheiten (Postkontrolle sowie Sterilisation) nicht erfasste.

- Ausgeschlossen war auch, wer sich auf Grund einer Anordnung nach § 63 i. V. m. § 20 StGB in einem psychiatrischen Krankenhaus befand.

Nach der Rechtsprechung des BVerfG verstieß der Ausschluss der in allen Angelegenheiten betreuten Personen und der im psychiatrischen Krankenhaus untergebrachten schuldunfähigen Personen  gegen den Gleichheitssatz.  Der Gesetzgeber ging allerdings bei der Verabschiedung des Zustimmungsgesetzes zur UN-Behindertenrechtskonvention Ende 2008 davon aus, dass sie den Wahlrechtsausschlüssen nicht entgegensteht.
Gegen Wahlrechtsausschlüsse wegen Behinderungen spricht sich eine Resolution des Europarats vom 22. Februar 2017 aus ("72. Delinking the right to vote and legal capacity or full guardianship is a central element of the political participation of persons with disabilities.").

## Ausschluss durch Richterspruch
Der Ausschluss durch Richterspruch kann auf Lebenszeit nur durch das Bundesverfassungsgericht im Rahmen der Verwirkung von Grundrechten nach Art. 18 S. 2 Grundgesetz i. V. m. § 39 Abs. 2 BVerfGG angeordnet werden. Dies ist in der bundesdeutschen Geschichte bisher noch nie erfolgt.
Nach § 45 Abs. 1 StGB verliert zwar, wer durch Strafurteil wegen eines Verbrechens zu Freiheitsstrafe von mindestens einem Jahr verurteilt wird, für die Dauer von fünf Jahren die Fähigkeit, Rechte aus öffentlichen Wahlen zu erlangen, also die Wählbarkeit, nicht aber das (aktive) Wahlrecht.
Bei bestimmten anderen „politischen“ Straftaten (z. B. Hoch- oder Landesverrat, Wahlfälschung, Wählernötigung, Wählerbestechung) kann außerdem das (aktive) Wahlrecht für zwei bis fünf Jahre entzogen werden (vgl. § 45 Abs. 2 und 5,  § 92a, § 101, § 108c, § 109i StGB). Dies geschieht nur selten, im Schnitt in 1,4 Fällen pro Jahr, von 2017 bis 2021 gab es insgesamt vier Fälle. Eine weitergehende Aberkennung bürgerlicher Ehrenrechte ist seit der Großen Strafrechtsreform von 1969 nicht mehr vorgesehen.
In der Praxis ist in den meisten Justizvollzugsanstalten zudem ausschließlich die (vorher zu beantragende) Briefwahl möglich; das führt nach Ansicht eines Strafverteidigers zu einem Verlust des Rechtes auf eine geheime Wahl, weil die Tatsache der Stimmabgabe als solche bekannt werde.

## Ausschlussgrund Betreuung in allen Angelegenheiten
Der Ausschlussgrund Betreuerbestellung betraf nur Personen, bei denen eine (endgültige, jedoch keine vorläufige) Betreuung mit dem Aufgabenkreis „alle Angelegenheiten“ angeordnet war. Nicht angeordnet sein mussten die Post- und Telefonkontrolle nach § 1896 Abs. 4 a. F. sowie der Aufgabenkreis Sterilisation nach § 1905 a. F. BGB.

### Historische Entwicklung bis 2001
Vor dem Inkrafttreten des Betreuungsgesetzes am 1. Januar 1992 hatten Personen, die unter Vormundschaft oder Gebrechlichkeitspflegschaft standen, kein Wahlrecht. Vorschlägen, den Wahlrechtsausschluss aufzuheben, folgte der Gesetzgeber nicht, sondern beschränkte ihn nunmehr auf Personen, denen ein Betreuer zur Besorgung aller Angelegenheiten nicht nur durch einstweilige Anordnung bestellt ist. Die Gesetzesbegründung führte dazu u. a. aus: „Der 2. Diskussions-Teilentwurf hatte deshalb eine ersatzlose Streichung des § 13 Nr. 2 vorgeschlagen. Dies würde jedoch der Bedeutung der Vorschrift für die Funktion des Wahlrechts im demokratischen Regierungssystem (vgl. BVerfGE 67, 146, 148; 36, 139, 141) nicht gerecht. Aus verfassungsrechtlichen Gründen ist es geboten, an die Stelle der bisherigen Anknüpfung, die wegen des Wegfalls der Entmündigung und der Gebrechlichkeitspflegschaft gegenstandslos wird, eine andere Anknüpfung zu finden.“
Die Übergangsbestimmungen (Art. 9 § 7 BtG) für die sog. Altfälle, also für Menschen, die am 31. Dezember 1991 unter Vormundschaft/Pflegschaft standen und damit am 1. Januar 1992 automatisch in Betreuungen übergingen, sahen allerdings vor, dass automatisch lediglich das Wahlverbot für die zuvor unter Gebrechlichkeitspflegschaft Stehenden aus dem Wahlregister gestrichen werde (etwa 180.000 Personen), nicht das der bisher unter Vormundschaft gestellten etwa 65.000 Personen.
Bei den Letztgenannten, für die aufgrund der Übergangsbestimmungen eine Betreuung „für alle Angelegenheiten“ eingerichtet wurde, sollte erst im Rahmen der Überprüfungsfrist für die Altfälle unter Umständen der Umfang der Betreuung eingeschränkt und damit das Wahlverbot aus dem Wählerregister gestrichen werden. Die Überprüfungsfrist betrug 
- fünf Jahre (also bis zum 31. Dezember 1996) für Menschen, die länger als zehn Jahren unter Vormundschaft standen (also die Vormundschaft vor dem 1. Januar 1982 angeordnet worden war) und
- zehn Jahre (also bis zum 31. Dezember 2001) für Menschen, die weniger als zehn Jahre unter Vormundschaft standen (also die Vormundschaft nach dem 1. Januar 1982 angeordnet worden war).

### Rechtsprechung zur Betreuungsanordnung
Voraussetzungen für die Anordnung einer Totalbetreuung waren:
1. Keine Erweiterung des Aufgabenkreises des Betreuers auf die Besorgung aller Angelegenheiten des Betroffenen, wenn dieser in der Lage ist, einen Teilbereich seines Lebens zu bewältigen.
2. Erfährt der Betroffene die notwendige, nicht mit Freiheitsentziehung verbundene "Führung" durch das Heimpersonal, liegt darin eine "andere Hilfe" i. S. v. § 1896 Abs. 2 Satz 2 a. F. BGB, die eine Betreuung insoweit erübrigt.
3. Es war unzulässig, bei Betreuungsbedürftigen, die aufgrund ihrer Krankheit oder Behinderung ihr Wahlrecht nicht ausüben konnten, der Gefahr von Wahlmanipulationen durch die Anordnung einer Totalbetreuung zu begegnen, ohne dass eine solche Maßnahme nach den allgemeinen Grundsätzen erforderlich war.

Weitere Rechtsprechung
- BayObLG vom 27. April 1995 - 3 Z BR 25/95 = FamRZ 1995, 1085
- BayObLG vom 22. Oktober 1996 - 3 Z BR 178/96 = BtPrax 1997, 72
- LG Zweibrücken vom 20. Juli 1999 - 4 T 167/99 = BtPrax 1999, 244
- VerwG Neustadt vom 10. Juni 1999 - 3 L 1535/99.NW – FamRZ 2000, 1049

## Ausschlussgrund strafrechtliche Unterbringung
Der dritte Ausschlussgrund betraf strafrechtliche (forensische) Unterbringungen, also Personen im sogenannten Maßregelvollzug, die aufgrund ihrer fehlenden strafrechtlichen Verantwortlichkeit (Schuldunfähigkeit gem. § 20 StGB) für begangene Straftaten nicht bestraft werden konnten und die gemäß § 63 StGB in einem psychiatrischen Krankenhaus untergebracht waren.
Nicht betroffen waren Personen, die gemäß § 64 StGB in einer Entziehungsanstalt untergebracht sind. Ebenfalls nicht betroffen waren Personen, die im Wege einstweiliger Anordnung (§ 126a StPO) vorübergehend untergebracht waren. Sonstige freiheitsentziehende Unterbringungen (sog. zivilrechtliche nach § 1906 a. F. BGB oder öffentlich-rechtliche nach den Psychisch-Kranken-Gesetzen der Bundesländer) führten in keinem Falle zu einem Ausschluss vom (aktiven) Wahlrecht; in Schleswig-Holstein ist jedoch die Wählbarkeit ausgeschlossen für die aufgrund des (Landes-)Gesetzes für psychisch Kranke nicht nur einstweilig Untergebrachten.

## Verfassungswidrigkeit des pauschalen Wahlrechtsausschlusses
Am 21. Februar 2019 veröffentlichte das Bundesverfassungsgericht einen Beschluss vom 29. Januar 2019, durch den die Regelungen zum Wahlrechtsausschluss für Behinderte im Bundeswahlgesetz für verfassungswidrig erklärt wurden. Menschen, die auf gerichtlich bestellte Betreuung angewiesen sind, dürfen nicht pauschal von Wahlen ausgeschlossen werden. Dies gelte nach dem Beschluss auch für Straftäter, die wegen Schuldunfähigkeit in einem psychiatrischen Krankenhaus untergebracht sind. Der Zweite Senat des Bundesverfassungsgerichts monierte einen Verstoß gegen den Grundsatz der Allgemeinheit der Wahl nach Artikel 38 des Grundgesetzes und gegen das Verbot der Benachteiligung wegen einer Behinderung nach Artikel 3 des Grundgesetzes. Der Bundestag beschloss daraufhin eine Änderung des Bundeswahlgesetzes, einige Bundesländer setzten entsprechende Regelungen ihrer Wahlgesetze außer Kraft. In Hinblick auf die Europawahl 2019 im Mai des Jahres erhoben die Bundestagsabgeordneten von Grünen, Linken und FDP gegen das Europawahlgesetz, das unverändert geblieben war, in einem Eilverfahren Klage vor dem Bundesverfassungsgericht. Dieses gab am 15. April dem Ansinnen statt und gestand somit den betroffenen rund 83.000 Personen ein Recht zur Teilnahme an der Wahl zu. Der Bundestag hat am 16. Mai 2019 die Wahlrechtsausschlüsse für Betreute und forensisch Untergebrachte aus dem Bundes- und dem Europawahlgesetz gestrichen. Bis Ende 2020 hatten auch alle Bundesländer die beiden Wahlausschlüsse aus ihren Landes- und Kommunalwahlgesetzen entfernt.

## Rechtsgrundlagen für Ausschlüsse vom (aktiven) Wahlrecht

### Völkerrecht
- Art. 29 Übereinkommen über die Rechte von Menschen mit Behinderungen

### Deutsches Recht

#### Bundesrecht
- Art. 3 Abs. 3 Grundgesetz
- § 13 Bundeswahlgesetz
- § 6a Europawahlgesetz

#### Landesrecht
- § 7 Abs. 2 Landeswahlgesetz Baden-Württemberg**
- Art. 2 Landeswahlgesetz Bayern
- § 2 Landeswahlgesetz Berlin
- § 7 Landeswahlgesetz Brandenburg
- § 2 Bremisches Wahlgesetz**
- § 7 Wahlgesetz für die Hamburger Bürgerschaft
- § 3 Landtagswahlgesetz Hessen**
- § 5 Landeswahlgesetz Mecklenburg-Vorpommern**
- § 3 Niedersächs. Landeswahlgesetz
- § 3 Landeswahlgesetz Rheinland-Pfalz**
- § 9 Landeswahlgesetz Saarland
- § 12 Sächsisches Landeswahlgesetz
- § 3 Landeswahlgesetz Sachsen-Anhalt**
- § 14 Thüringer Landeswahlgesetz

#### Kommunalrecht
- § 14 Gemeindeordnung Baden-Württemberg**
- Art. 2 Gemeinde- und Landkreiswahlgesetz Bayern
- § 9 Kommunalwahlgesetz Brandenburg
- § 31 Hessische Gemeindeordnung**
- § 8 Kommunalwahlgesetz Mecklenburg-Vorpommern**
- § 48 Abs. 2 Niedersächsisches Kommunalverfassungsgesetz
- § 2 Kommunalwahlgesetz Rheinland-Pfalz**
- § 14 Kommunalwahlgesetz Saarland
- § 16 Abs. 2 Sächsische Gemeindeordnung**
- § 23 Abs. 2 Kommunalverfassungsgesetz Sachsen-Anhalt**
- § 2 Thüringer Kommunalwahlgesetz

(soweit mit ** gekennzeichnet, ist der Ausschlussgrund der Unterbringung nach § 63 StGB nicht genannt).